# Ikarie XB 1
Ikarie XB 1 ist ein tschechoslowakischer Science-Fiction-Film von Jindřich Polák aus dem Jahr 1963, welcher in Schwarz-Weiß von den Filmstudios Barrandov gedreht wurde. Die Kinopremiere in der DDR war am 25. Oktober 1963, während der Film erstmals im westdeutschen Fernsehen von der ARD am 14. Februar 1981 gezeigt wurde. Der Film beruht auf dem Roman Gast im Weltraum (im Original Obłok Magellana (Die Magellansche Wolke), 1955) von Stanisław Lem, der im Abspann jedoch nicht genannt wird.
Eine gekürzte, amerikanisierte Version mit neuem Ende wurde 1964 unter dem Titel Voyage to the End of the Universe in amerikanischen Kinos gezeigt.

## Handlung
Am 26. Juni des Jahres 2163 begibt sich das Forschungsraumschiff Ikarie XB 1 von der Erde auf eine jahrelange Reise zu einem Planeten mit erdähnlichen Eigenschaften, der sich im 4,3 Lichtjahre entfernten Sternsystem Alpha Centauri befindet. Die Ikarie XB 1, ein fast vollautomatisch funktionierendes Sternenschiff, erreicht beinahe Lichtgeschwindigkeit, wodurch aufgrund der Zeitdilatation für die Reisenden etwas mehr als zwei Jahre vergehen, aber auf der Erde 15 Jahre. Das Schiff ist luxuriös und geräumig, mit Annehmlichkeiten wie Sportanlagen und Tanzflächen. Die internationale 40-köpfige Besatzung, bestehend aus weiblichen und männlichen Russen, Amerikanern, Engländern, Franzosen, Tschechen, Schweden und Deutschen, hat trotzdem mit psychischen Problemen in der Isolation des Raumschiffs zu kämpfen. Erster Offizier MacDonald, der Protagonist, kommt nur schwer über die Trennung von seiner Frau hinweg, die abgelehnt hatte, ihn zu begleiten.
Als sie ihr Ziel fast erreicht haben, erleben die Kosmonauten auch äußere Gefahren. So wird ein Raumschiffwrack entdeckt, das sich bei der Erkundung als irdisch herausstellt. Es ist ein atomar bewaffnetes Kriegsschiff aus dem 20. Jahrhundert, dessen Besatzung sich im Kampf um die restliche Atemluft gegenseitig ermordet hat. Zwei Crewmitglieder der Ikarie kommen ums Leben, als sie einen der Atomsprengköpfe irrtümlich zünden. Die Überlebenden sind fassungslos über die Grausamkeit ihrer Vorfahren.
Der Vorbeiflug an einem dunklen Stern, der eine lebensgefährliche Strahlung aussendet, bedeutet beinahe das Ende der Mission. Die geheimnisvolle Strahlung schwächt die Mannschaft des Raumschiffs und versetzt nach und nach alle in Tiefschlaf. Kapitän Abajev und MacDonald entscheiden sich, die Mission nicht abzubrechen, und tatsächlich wachen alle wieder auf, als das automatisch gesteuerte Schiff das Strahlenfeld verlassen hat. Die Kosmonauten Svenson und Michal allerdings wurden bei einem Außeneinsatz schwer verstrahlt. Michal läuft Amok, schließt sich ein und unterbricht die automatischen Funktionen des Raumschiffs. MacDonald kann ihn erreichen und gewaltlos unter Kontrolle bringen.
Die Mannschaft entdeckt ein Schutzfeld, das von einem unbekannten Sender zwischen ihnen und dem dunklen Stern erzeugt wurde und das Raumschiff seither begleitet. Es hat sie vor schlimmeren Strahlenfolgen bewahrt. Schließlich erreichen die Forscher den erdähnlichen, von intelligenten Lebewesen bewohnten Planeten im Alpha-Centauri-System, auf dem offenbar eine hochentwickelte Zivilisation existiert. An Bord des Raumschiffes wird das Kind von Steffa und Milek gesund geboren.

## Kritiken
„Ein technisch schlichter Science-Fiction-Film, der sich vor allem für die psychologischen und sozialen Probleme der Menschen an Bord interessiert.“

„IKARIE XB 1 ist zweifellos ein bemerkenswert eigenständiges Werk. Indem er die Weltraum-Klischees vermeidet,... erschafft Polak einen wirklich reifen und gewandten Film. Hier wird die SF eine Situation, in der psychologische und soziale Probleme ausgelotet werden können […] Die exzellenten Bauten von (Jan) Zazvorka tragen mindestens ebenso viel zum Erfolg des Films bei wie die Kameraführung ...“

## Trivia
Die Spezialeffekte besorgten der Kameramann Jan Kališ sowie Mila Nejedly und Jirí Hilupy. Die Innenausstattung der Raumschiffrequisite wurde 1963 für den Kinderfilm Clown Ferdinand und die Rakete, der ebenfalls von Polák gedreht wurde, verwendet.

## Überlieferung
2008 erschien eine deutschsprachige DVD-Edition bei Edel SE.